# FK Sarajevo
FK Sarajevo – bośniacki klub piłkarski z siedzibą w Sarajewie.

## Historia
Jest to obok Veležu Mostar i FK Željezničar jeden z najbardziej utytułowanych klubów pochodzących z Bośni i Hercegowiny. Klub ten gra obecnie w Premijer lidze. Za czasów byłej Jugosławii grał w tamtejszej 1. lidze. W europejskich pucharach FK Sarajewo grał m.in. z Manchesterem United, remisując u siebie 0:0, i przegrywając na Old Trafford 1:2. W drugiej rundzie kwalifikacyjnej Pucharu UEFA sezonu 2006/2007 przegrał z Rapidem Bukareszt w dwumeczu 1:2.

## Sukcesy
- Mistrzostwa Jugosławii:
  - Mistrzostwo (2x): 1966/1967, 1984/1985
  - Wicemistrzostwo (2x): 1964/1965, 1979/1980
- Puchar Jugosławii:
  - Finalista (2x): 1966/1967, 1982/1983
- Mistrzostwa Bośni i Hercegowiny:
  - Mistrzostwo (5x):1998/1999, 2006/2007, 2014/2015, 2018/2019, 2019/2020
  - Wicemistrzostwo (6x): 1996/1997, 1997/1998, 2005/2006, 2010/2011, 2012/2013, 2020/2021
- Puchar Bośni i Hercegowiny:
  - Zdobywca (8x): 1996/1997, 1997/1998, 2001/2002, 2004/2005, 2013/2014, 2018/2019, 2020/2021, 2024/2025
  - Finalista (2x): 2000/2001, 2016/2017
- Superpuchar Bośni i Hercegowiny (1x): 1996/1997

## Obecny skład
Stan na 5 lipca 2023.
| Nr | Poz. | Piłkarz                |
| -- | ---- | ---------------------- |
| 1  | BR   | Muhamed Šahinović      |
| 3  | OB   | Elvir Duraković        |
| 4  | OB   | Muharem Trako          |
| 5  | PO   | Ivan Borna Jelić Balta |
| 6  | OB   | Samir Zeljković        |
| 7  | NA   | Hamza Čataković        |
| 8  | PO   | Mario Vrančić          |
| 9  | NA   | Renan de Oliveira      |
| 10 | PO   | Dal Varešanović        |
| 11 | NA   | Francis Kyeremeh       |
| 17 | NA   | Adalberto Peñaranda    |
| 18 | NA   | Giorgi Guliashvili     |

| Nr | Poz. | Piłkarz           |
| -- | ---- | ----------------- |
| 19 | NA   | Kevin Viveros     |
| 21 | OB   | Besim Šerbečić    |
| 22 | OB   | Amar Beganović    |
| 23 | OB   | Slaviša Radović   |
| 24 | OB   | Vinko Soldo       |
| 27 | PO   | Daniel Avramovski |
| 28 | OB   | Marin Aničić      |
| 29 | NA   | Ivan Ikić         |
| 39 | BR   | Lovre Rogić       |
| 77 | PO   | Almedin Ziljkić   |
| 98 | PO   | Mirza Mustafić    |